# エルバート山
エルバート山（エルバートさん、英: Mount Elbert）は、北アメリカのロッキー山脈最高峰である。標高は14,440フィート (4,401 m) あり、アメリカ合衆国本土ではカリフォルニア州のホイットニー山 (4,418 m) に次いで第2位、コロラド州の高峰群フォーティーナー（標高14,000フィート以上の山）の中で第1位、アメリカ合衆国全体では第14位、サワッチ山脈では第1位の高さである。コロラド州レイク郡にあり、レッドビル市からは南西に約10マイル (16 km)、サンイザベル国有林の中にあり、コロラド州中央にあるツイン湖に近い。
コロラド州の生成期に活躍し、1873年にコロラド準州知事を務めた政治家サミュエル・ヒット・エルバートから、その名が採られた。1874年、ヘイデン・サーベイのヘンリー・W・スタックルが初登頂を記録した。地形はクラス2レベルあるいはA+に分類されている。エルバート山はロッキー山脈全ての峰の上に来る「穏やかな巨人」と呼ばれる。

## 地理
エルバート山はロッキー山脈最高峰、コロラド州のフォーティーナーの中で第1位、サワッチ山脈で第1位の山である。コロラド州レイク郡にあり、最も近い大きな町であるレッドビル市からは南西に約10マイル (16 km)、この町から南に雪を戴いた頂上を見ることができる。隣接するマッシブ山がロッキー山脈第2位の峰であり、アメリカ合衆国本土では第3位になっている。ツイン湖が近く、デンバー市は東に約130マイル (209 km)、ベイルは北に50マイル (80 km)、アスペンは西に40マイル (64 km) に位置している。サンイザベル国有林の中にある。地理的に北のマッシブ山から南のラプラタ峰までを含むフォーティーナーに入る。親ピークはカリフォルニア州のホイットニー山である。
標高は当初14,433フィート (4,399 m) と計測されたが、地図化するときに再評価され14,440フィート (4,401 m) となったが、これが抗議をうむことになった。実際の変更は1988年北アメリカ標高データの結果として行われた。最初の数字は1929年海抜データから得られたと考えられる。アメリカ合衆国の中では第14位の高さである。地元の人が近くにあるマッシブ山の頂上に石でケルンを積み上げ、コロラド州の最高峰にしようという試みが行われたが成功しなかった。登録された標高の差は12フィート (3.6 m) である。
気象は変わりやすく、夏の午後には雷雨が多い。雹や雪は年間を通じて降る。山頂の激しい雷雨は、雑誌「サイエンス」1894年7月号に報告されるほど、注目すべきものと考えられた。

## 地質
エルバート山はサワッチ山脈に属している。ララミー変動の一部として隆起し、約2,800万年前に東のモスキート山脈と分離した。この山脈の頂部は強く氷河作用を受けており、尖った峰などの特徴を残した。例えば東側の麓は、氷河が退いたときに残した火成岩と変成岩が多く、側堆石になっている。東側の上部には小さな湖のある大きな圏谷がある。北側と南側にもターコイズ湖とツイン湖という湖があり、終堆石の自然ダムで造られたものである。ただしターコイズ湖はシュガーローフ・ダムによって造られた。
岩石は大半が珪岩である。しかし頂部の稜線は変成基盤岩であり、先カンブリア時代、約17億年前に造られたものである。ペグマタイト、片麻岩や結晶片岩の帯など火山性の貫入がある。似たような高さの山とは異なり、根雪や北向きの圏谷が無い。これは似たような高さの山に囲まれ、比較的降水量が少ないことが原因と考えられる。

## 歴史

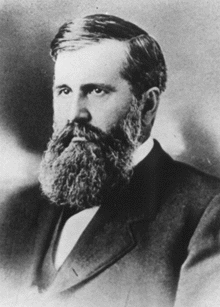
サミュエル・ヒット・エルバート、エルバート山の名前の由来

エルバート山はコロラド準州知事サミュエル・ヒット・エルバートの栄誉を称え、鉱山師が名付けた。エルバートはユト族インディアンと1873年9月の条約を結び、インディアン居留地の300万エーカー (12,000 km2) 以上を鉱業と鉄道のために使えるようにした。最初に登頂したのは1874年のヘンリー・W・スタックルであり、ヘイデン・サーベイの一部として山地の測量を行った。
世界恐慌の後で、エルバート山と近くのマッシブ山の高さ（12フィート、3.6 m しか違わない）について論争が起こった。論争が長引き、マッシブ山の支持者がその高さを上げるために、頂上に大きな石積みを造ったが、結局はエルバート山の支持者がそれを壊しただけになった。車を使った登頂は1949年のことであり、1台のジープが頂上まで行った。これはスキー場としての可能性を判断するためだった。
2014年1月29日、州知事ジョン・ヒッケンルーパーが、NFLデンバー・ブロンコスのスーパーボウル進出を称え、一時的にエルバート山をペイトン・マニング山と改名した。

## 植物相と動物相

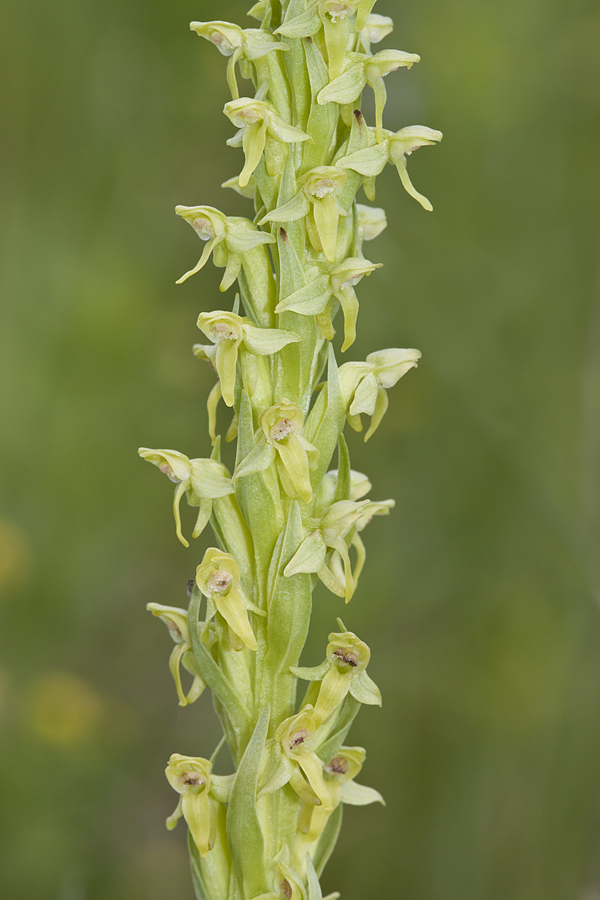
プラタンテラ・ハイパボリア

エルバート山頂は山岳環境にあり、ファセリア・セリシア（スカイパイロット）、ヒメノクシス・グランディフロラ（オールドマン・オブ・ザ・マウンテン）、ジェウム・ロッシー（アルパイン・アベンス）などの植物が自生している。他にカレクス・アトラタ学名プラタ、サリクス・デザートラム、プラタンテラ・ハイパボリア、タリクトラム・フェンドレリ、アキレジア・カナデンシス、チェノポディウム・アルバム、ゲンティアナ・デトンサ学名ハリー、ビゲロビア・パリーなどが生えている。森林限界より下は深い森となり、標高が低い斜面はロッジポールマツ、トウヒ、アスペン、モミの混合林になっている。
頂部まで登ることが報告されている動物としては、グリズリー（ハイイログマ）、マーモット、ミュールジカ、ナキウサギ、ホリネズミがおり、また多くの鳥類もいる。エルク、ライチョウ、シチメンチョウ、マウンテンシープも夏に見られる。

## 登山

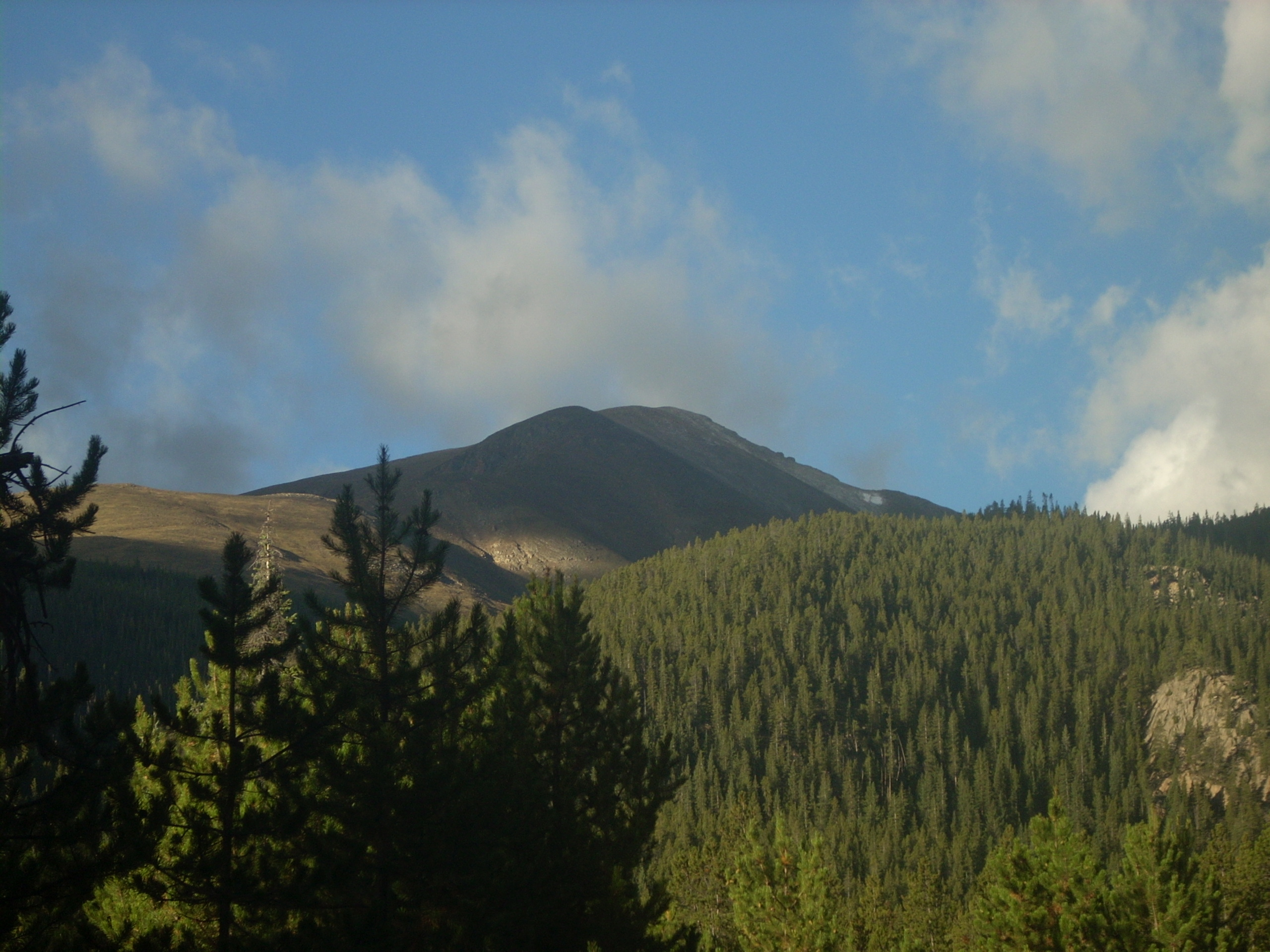
北東尾根

主な登山道は3ルートあり、どれも標高差は4.100フィート (1,200 m) 以上ある。標準的なルートは東のコロラド・トレイルから始まるものである。4.6マイル (7.4 km) ある北エルバート・トレイルはエルバートクリーク・キャンプ場近くから始まり、標高差は4,500フィート (1,400 m) ある。この道は乗馬者、マウンテンバイク利用者、季節により狩猟者も使っている。南エルバート・トレイルは楽だが5.5マイル (8.9 km) と長いルートであり、標高差は4,600フィート (1,400 m)、北ルートより傾斜が楽であり、南から近付き、東の尾根を登る。最も大変なルートがブラッククラウド・トレイルであり、標高差は5,300フィート (1,600 m)、10時間ないし14時間を要するクラス2のルートであり、標高14,134フィート (4,308 m) のサウス・エルバートも通ることになる。西面からのサウス・ハーフムーン・クリーック・トレイルヘッド、南西尾根からのエコー・キャニオン・トレイルヘッドという登山道もある。
登山にはそれなりの体力を必要とするものの、特別な技量を要せず、ロッククライミングも必要としない。危険性があるとすれば高山病である。これは山に慣れた人でも起こることがある。ひどい場合は高山性肺水腫あるいは脳水腫を起こし、呼吸困難、麻痺、さらに死に至ることがある。登山者は午前6時より前に出発することが推奨される。普通の登山スタイルはハイキングであるが、雄弁家アンナ・エリザベス・ディキンソンは、アメリカ合衆国政府から借用したラバで登った。

## 原註
1. ↑  One source erroneously reports Mount Elbert as the third-highest in the United States.[8]